# اتسیو آمادئو

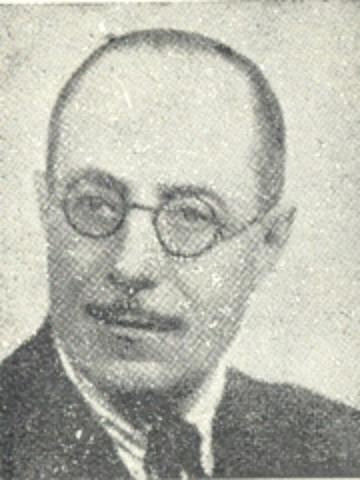
اتسیو آمادئو

اتسیو آمادئو (زاده ۲۶ ژوئن ۱۸۹۴ - درگذشته ۲۳ مه ۱۹۷۸) یک سیاستمدار ایتالیایی بود.

## زندگی‌نامه
آمادئو در میلان متولد شد. او از سال ۱۹۴۸ تا ۱۹۵۳ به نمایندگی از حزب جمهوری‌خواه ایتالیا در مجلس نمایندگان و از سال ۱۹۵۳ تا ۱۹۵۸ در مجلس نمایندگان ایتالیا حضور داشت.
او در ۲۳ مه ۱۹۷۸ در سن ۸۳ سالگی درگذشت.